# Farní sbor Českobratrské církve evangelické ve Svitavách
Farní sbor Českobratrské církve evangelické ve Svitavách je sborem Českobratrské církve evangelické ve Svitavách. Sbor spadá pod brněnský seniorát.
Farářem sboru je Filip Keller, kurátorkou sboru Věra Konečná.
Na adrese evangelického sboru v Poličské ulici 1203/3 sídlí též Sbor Církve adventistů sedmého dne Svitavy,
Sbor Církve bratrské v Litomyšli a AA – Anonymní alkoholici.

## Historie
Němečtí evangelíci v první polovině 20. století tvořili ve Svitavách sbor Německé evangelické církve, který vznikl rozšířením sboru v Moravské Chrastové a bohoslužby konal v pronajaté místnosti. Po druhé světové válce přišli do města čeští a slovenští novoosídlenci a v roce 1946 založili kazatelskou stanici českobratrského evangelického sboru v Borové. Bohoslužby se konaly dvakrát měsíčně v sále městské knihovny. Kazatelská stanice pak byla od 1. dubna 1948 prohlášena samostatným farním sborem. Ke sboru byla připojena i kazatelská stanice v Radiměři, před založením sboru ve Svitavách též vedená jako kazatelská stanice Borové. V roce 1950 sbor koupil vilu v Poličské ulici čo. 3, kde zřídil faru a v roce 1952 také modlitebnu. V tomto domě sbor sídlí dodnes.

## Faráři sboru
- Karel Loveček (vikář 1946–1948, farář 1948–1971)
- Josef Valenta (1972–1998)
- Daniel Freitinger (1999–2007)
- Josef Valenta (2007–2008)
- Filip Keller (2009–)